# 세키 쓰토무
세키 쓰토무(일본어: 関勉, 1930년 11월 3일 ~ )는 혜성 발견으로 유명한 일본의 아마추어 천문가이다. 고치현 고치시 출신으로 독학으로 천문학을 공부했다.
1950년부터 혜성 탐사를 시작했다. 1960년 10월 11일 처음으로 "세키 혜성"을 발견하였다. 모두 합쳐 6개의 혜성을 발견했는데, 특히 1965년 발견한 이케야-세키 혜성이 가장 유명하다.
그 후 소행성 탐사에 눈을 돌려 222개(2004년 10월 28일 기준)의 소행성을 발견했다.